# Bombardier Q Series
Bombardier Q Series lub Bombardier Dash-8 (wcześniej de Havilland Canada Dash 8 lub DHC-8) – rodzina samolotów pasażerskich o napędzie turbośmigłowym, produkowanych przez przedsiębiorstwo Bombardier Aerospace. Samoloty serii Q stanowią rozwinięcie popularnej konstrukcji DHC-8 (Dash-8) wytwarzanej przez przedsiębiorstwo de Havilland, przejętej ostatecznie w 1992 r. przez Bombardier Aerospace.

## Historia
DHC-8 Dash-8 został zaprojektowany na przełomie lat 70. i 80. XX w. w odpowiedzi na zapotrzebowanie rynku lotniczego na nowy typ regionalnego samolotu pasażerskiego o napędzie turbośmigłowym, o pojemności 30-40 pasażerów. Początkowo produkowany był przez firmę De Havilland, a po jej przejęciu w 1992 r. przez koncern Bombardier Aerospace.
Pierwszy lot prototypu (odpowiednik wersji DHC-8-100) odbył się 20 lipca 1983 r. Nieco ponad rok później (23 października 1984 r.) kanadyjskie linie lotnicze norOntair zamówiły pierwszy egzemplarz.
We wrześniu i październiku 2007 roku doszło do szeregu uszkodzeń podwozia samolotów Dash-8-400 obsługiwanych przez SAS. Na skutek powyższego władze lotnicze Kanady dyrektywą z dnia 12 września 2007 r. nr CF-2007-20 oraz EASA dyrektywą z dnia 13 września 2007 r. nr 2007-0252-E wezwały przewoźników do przeprowadzenia przeglądów technicznych.
Na salonie lotniczym w Singapurze zaprezentowano nową konfigurację kabiny pasażerskiej dla Bombardiera Q 400 zdolną pomieścić 90 osób. Jest to jedyny samolot tej klasy który ma możliwość przewiezienia tylu osób. Od 2018 roku wydłużone mają zostać okresy międzyprzeglądowe, jak i zwiększenie udźwigu o 908 kg. Rozważana jest możliwość dodania pakietu modernizacyjnego, który da możliwość przebudowy już dostarczonych samolotów.

## Bombardier Q-400 w Polsce
W lutym 2012 r. oficjalnie ogłoszono zakup przez Eurolot samolotów Bombardier Q400 w konfiguracji z 78 miejscami. Łącznie zamówiono 8 samolotów. Pierwszy samolot o numerach rejestracyjnych SP-EQA zjawił się w Warszawie 17 maja 2012 roku. Ostatni lot rozkładowy samolotu Q-400 w PLL LOT miał miejsce 1 stycznia 2023 roku; był to jednocześnie ostatni w historii LOT-u lot rozkładowy samolotu z napędem śmigłowym.

## Wersje
- Bombardier Q 100
- Bombardier Q 200 – 37 miejsc
- Bombardier Q 300 – 50 miejsc
- Bombardier Q 400 – 70 miejsc
- Bombardier Q Series Multi-Mission – samolot wielozadaniowy

## Galeria

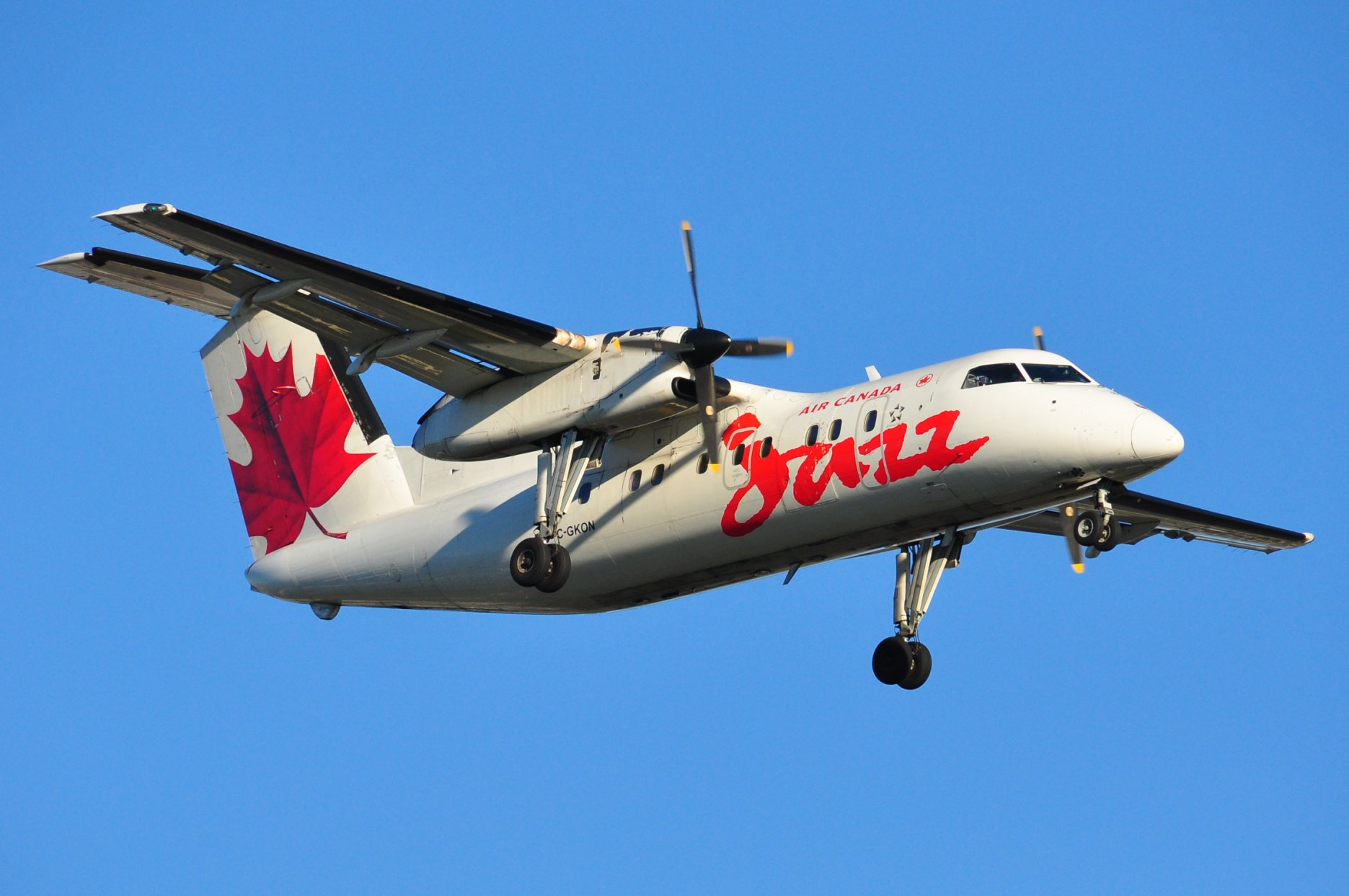
Bombardier Q100 w barwach Air Canada Jazz
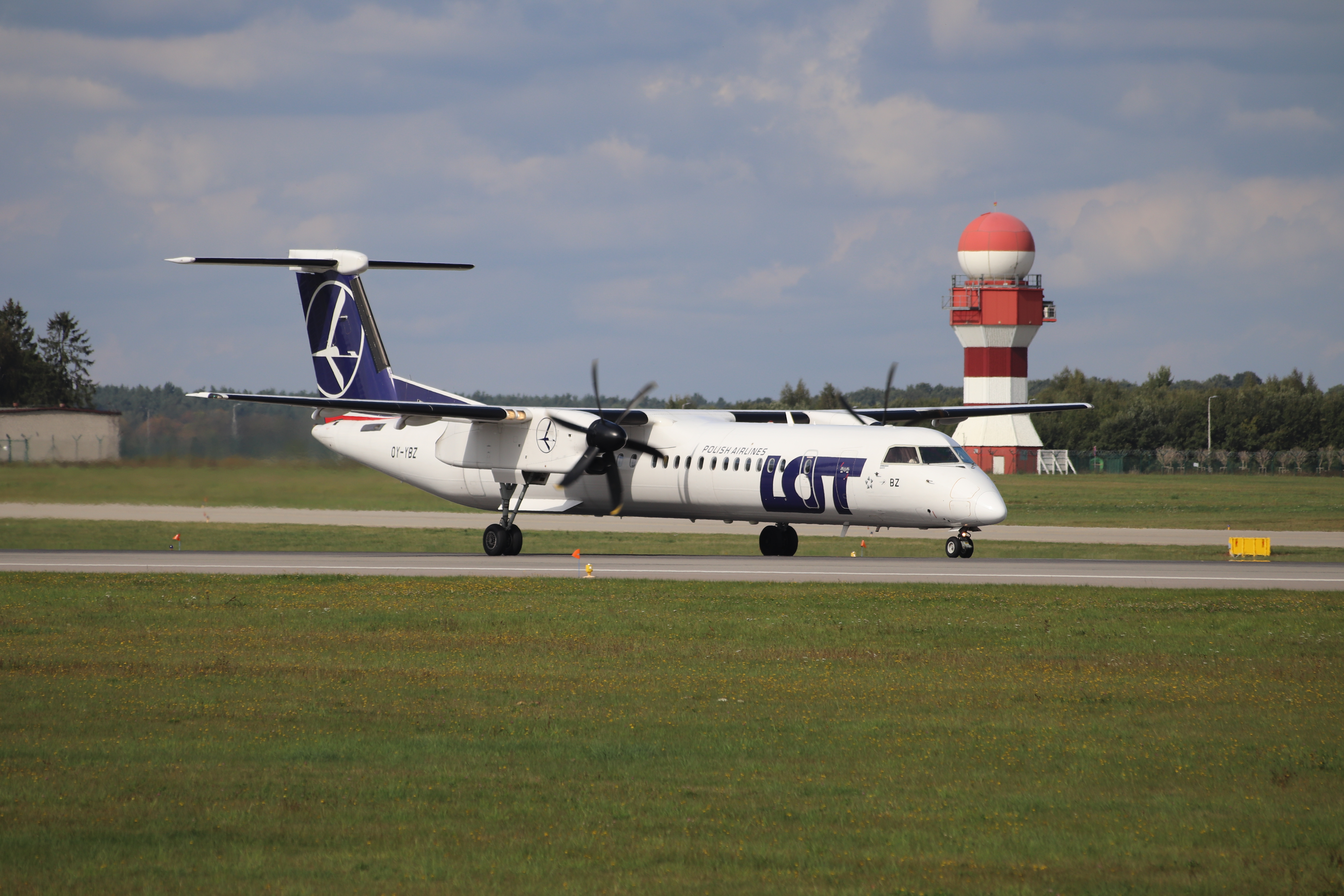
Bombardier Q400 w barwach PLL LOT w Porcie Lotniczym Gdańsk im. Lecha Wałęsy
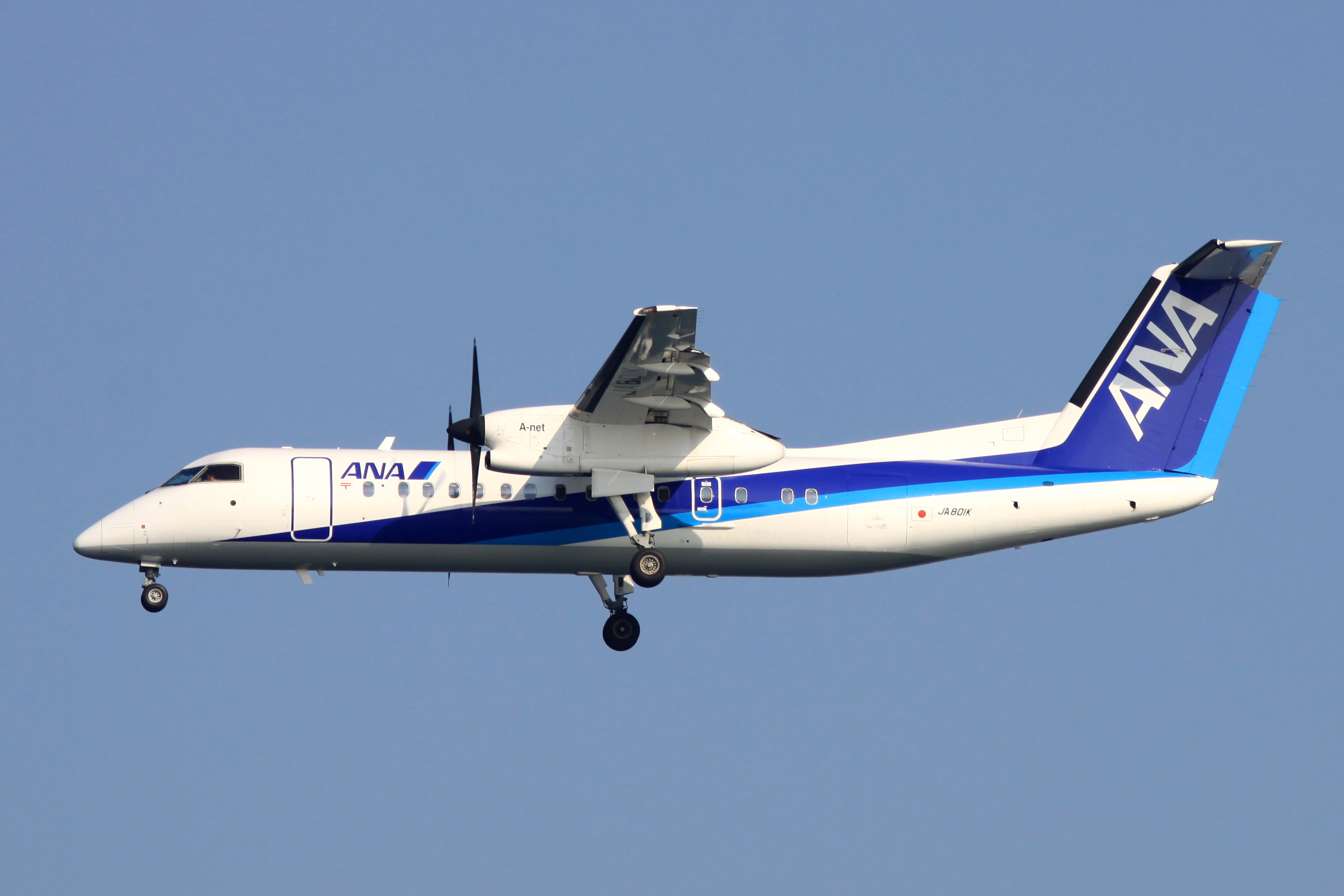
Bombardier Q300 w barwach All Nippon Airways lądujący w Porcie lotniczym Tokio-Haneda
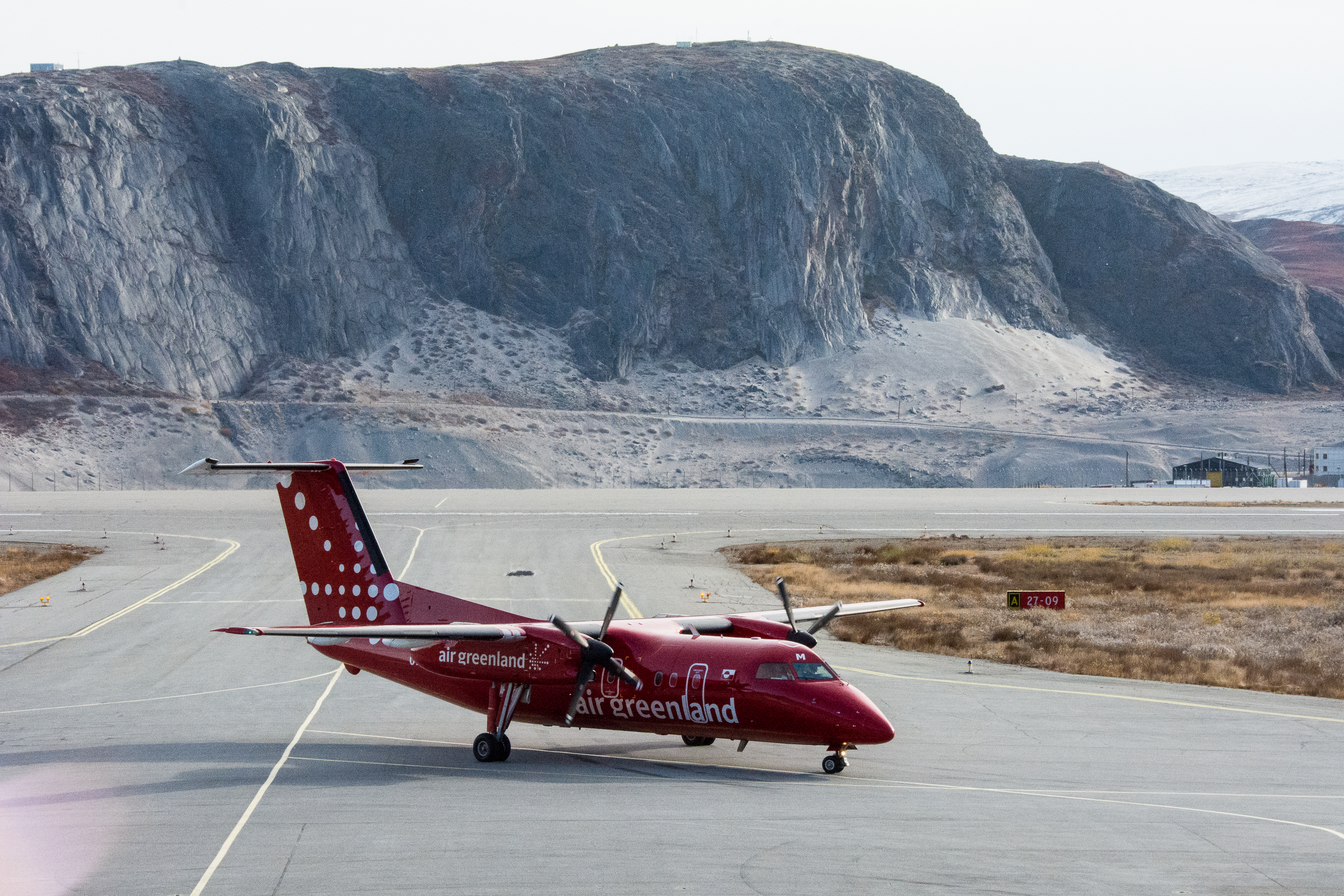
Bombardier Q200 w barwach Air Greenland w Porcie lotniczym Kangerlussuaq
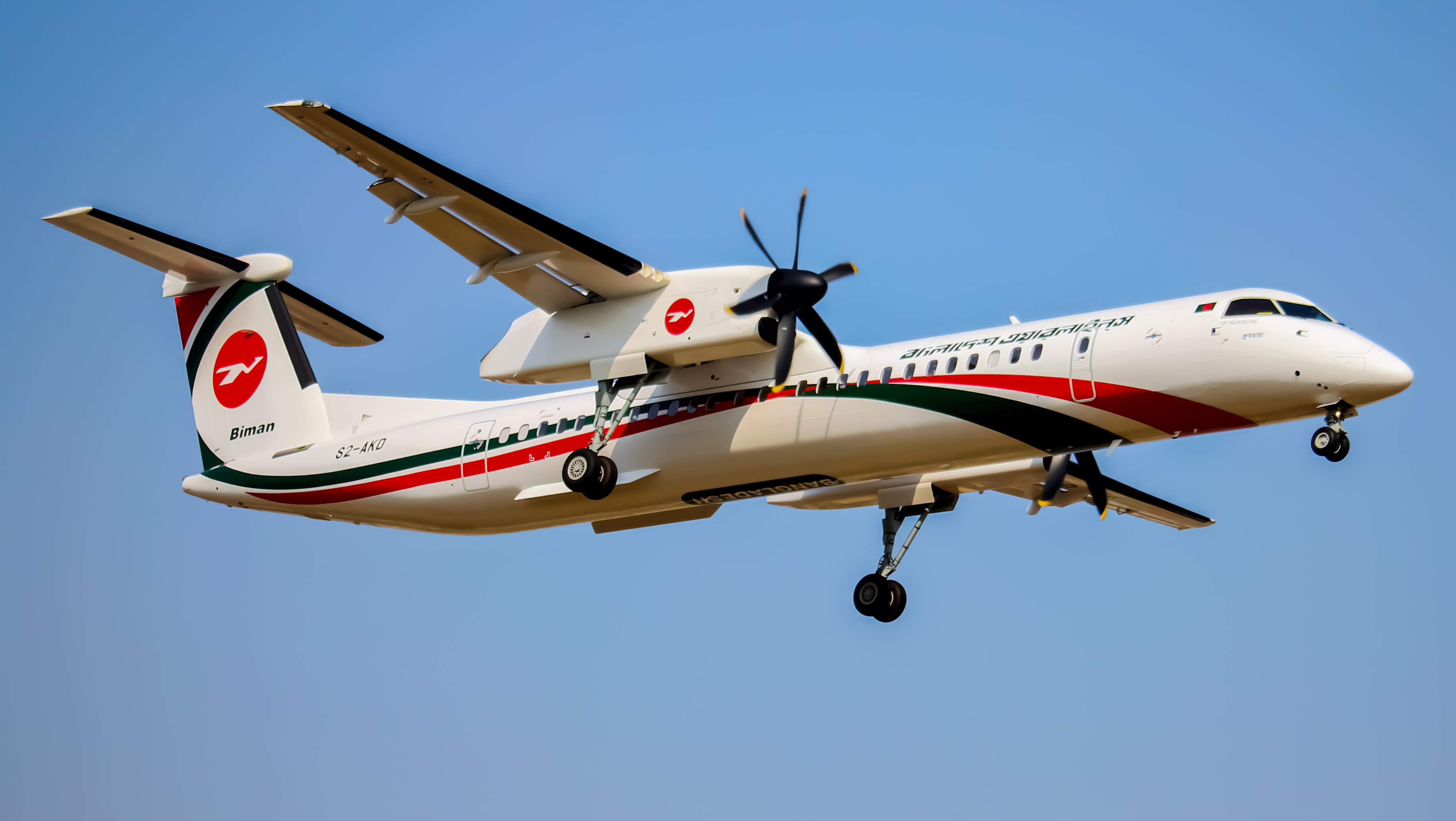
Bombardier Q400 w barwach linii Biman Bangladesh Airlines lądujący w Porcie lotniczym Dhaka